# Kanda-myōjin
Kanda-myōjin (jap. 神田明神 nazwa zwyczajowa, tradycyjna), Kanda-jinja (jap. 神田神社 nazwa formalna) – chram shintō w tokijskiej dzielnicy Chiyoda, w Japonii.

## Historia
Chram powstał w 730 roku w wiosce Shibazaki, na miejscu której jest dzisiaj dzielnica Ōtemachi. W 1603 roku przeniesiono go do dzielnicy Kanda (stąd nazwa), a w 1616 w tej samej części miasta do obecnej lokalizacji, bliżej Akihabary. Wielokrotnie niszczyły go pożary i trzęsienia ziemi, m.in. trzęsienie ziemi w Kantō (1923). Ostatecznie w 1934 odbudowano chram z żelbetu, co w 1945 uchroniło go przed zniszczeniami, jakie przyniosła Tokio II wojna światowa. Prace rekonstrukcyjne trwają ciągle, np. w 1995 wybudowano z drewna kryptomerii główną bramę Zuishin-mon z czterospadowym dachem w stylu irimoya. 

## Opis
Chram poświęcony jest kultowi dwóch bogów, którzy współtworzyli kraj: Daikoku (lub Daikokuten) i Ebisu (dwaj z siedmiorga bogów szczęścia i bogactwa Shichi-fukujin) oraz Masakado Taira (zm. 940), który należał do wpływowej, prowincjonalnej arystokracji (gōzoku). Ten ostatni jest czczony jako bóg pomocy w przypadku katastrof. Z powodu swojej kontrowersyjnej działalności, prób reformowania polityki regionu Kantō i chronienia ludzi za swojego życia, w latach 1874–1984 był „usunięty” do innych chramów. Chram jest licznie odwiedzany przez przedsiębiorców i biznesmenów, którzy proszą kami o powodzenie w interesach.
Chram jest organizatorem i miejscem parad i festiwali, m.in. ku czci Daikoku. Koło 15 maja w latach nieparzystych odbywa się tu Festiwal Kandy (Kanda Matsuri), jeden z trzech najważniejszych festiwali shintō w Tokio, który zapoczątkował siogun Ieyasu Tokugawa w 1600, aby uczcić swoje decydujące zwycięstwo w bitwie pod Sekigaharą.

## Galeria

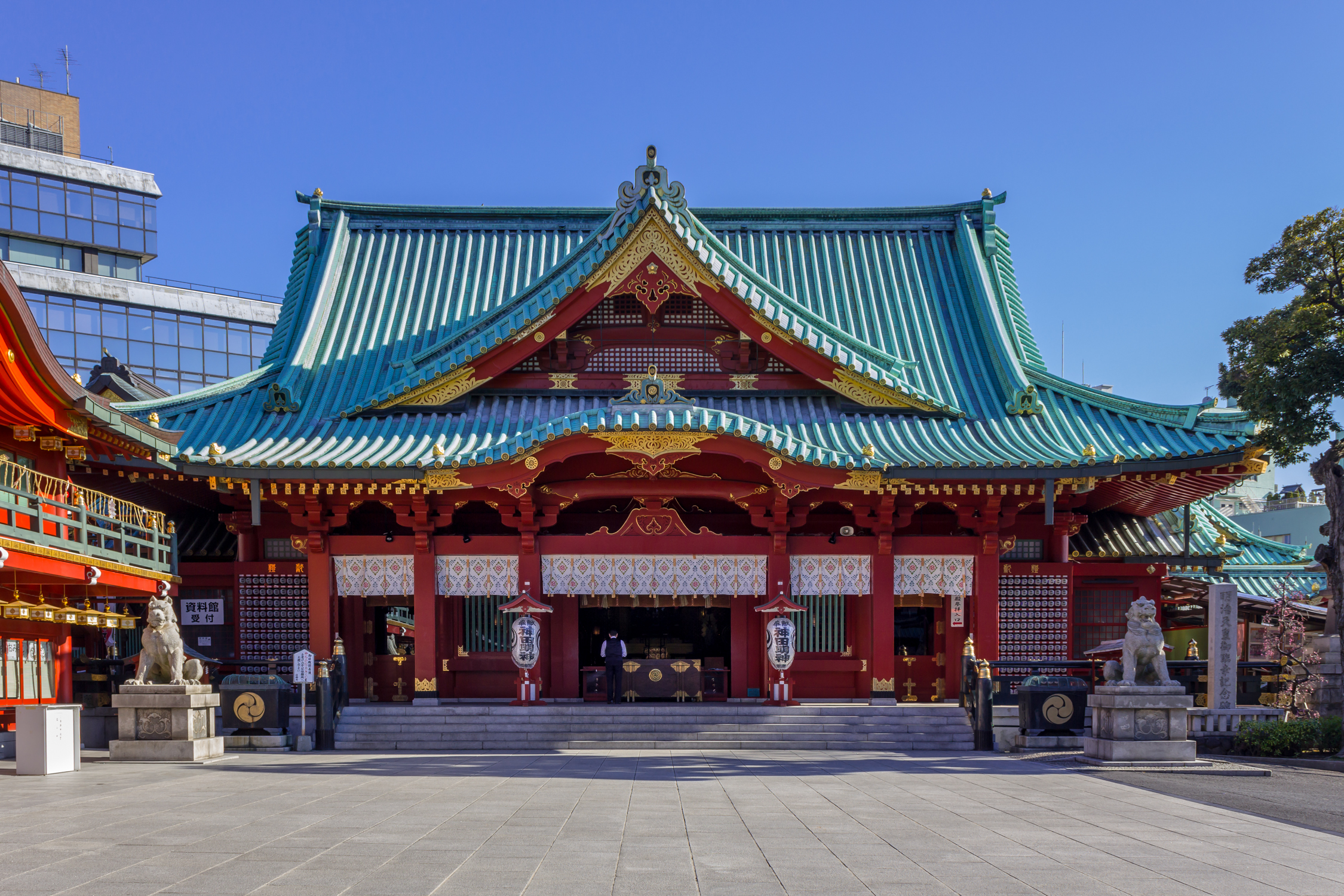
Główny pawilon chramu (Go-shaden)
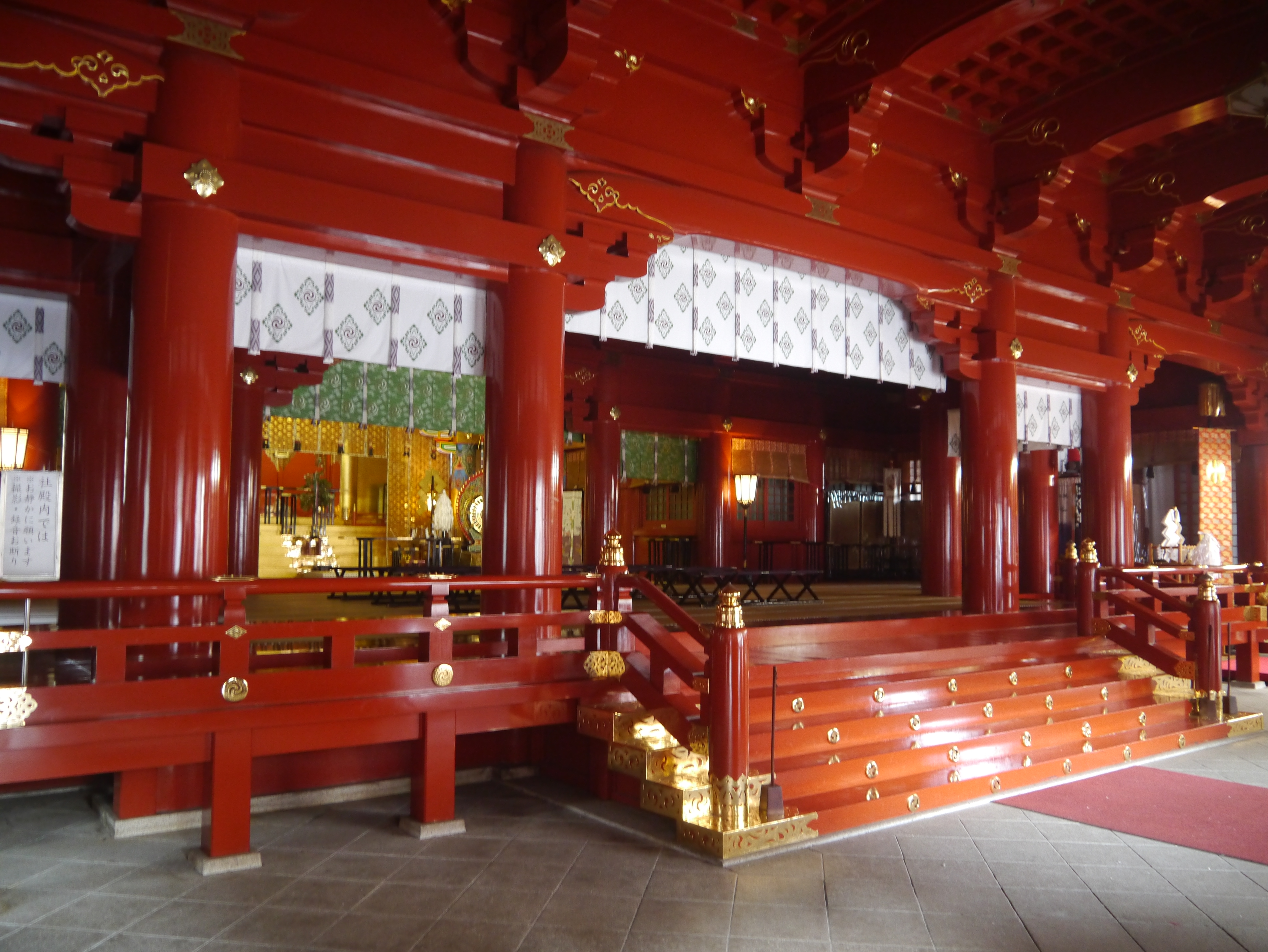
Wnętrze chramu
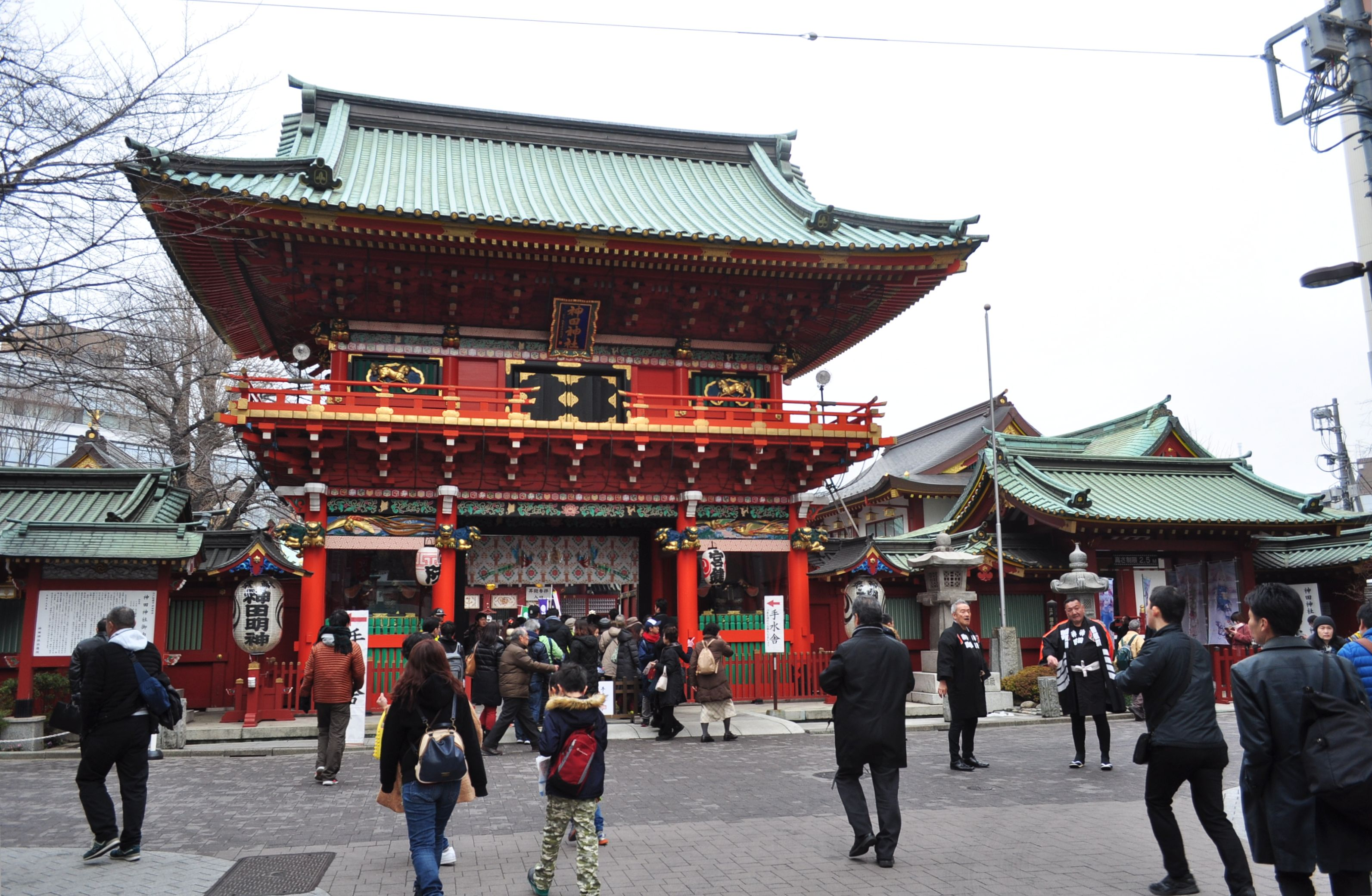
Brama wejściowa (Zuishin-mon)